# Jack White (Journalist)
Jack White (* 1942; † 12. Oktober 2005 in Barnstable, Massachusetts) war ein US-amerikanischer Journalist und Pulitzer-Preisträger 1974. Er wurde in der Kategorie „National Reporting“ für seine Reportage über US-Präsident Nixon und dessen Steuerbetrug ausgezeichnet.
Dies führte zum berühmten Ausspruch Nixons auf einer Pressekonferenz: „People have got to know whether or not their president is a crook. Well, I am not a crook.“ („Die Leute müssen wissen, ob ihr Präsident ein Gauner ist oder nicht. Nun, ich bin kein Gauner.“)
Nixon hat dann jedoch US$ 476.000,-- Steuern nachgezahlt.